# Vestido de la Moma
El traje de la Moma, es una pieza en depósito, propiedad de la indumentarista valenciana Victoria Liceas, que se puede ver al  Museo de historia de Valencia (España).
La pieza presenta la indumentaria que se utiliza a una de las danzas del Corpus, la llamada danza de la Moma y los Momos (posiblemente el baile más antiguo de la festividad del Corpus). Esta danza simboliza la lucha entre la virtud y los siete pecados capitales, con el triunfo final de la virtud, la Moma, que está representada por un hombre ataviado con ropa femenina.
De hecho, todos los personajes que participan en esta danza son hombres, incluso el de la Moma, que figura ser una mujer vestida de blanco, de pies a cabeza, y que lleva la cara tapada por una careta y un tul blanco. Además, las manos las lleva cubiertas por guantes, también blancos, y está tocada con una gran corona de latón y flores blancas. Para acabar, en la mano derecha lleva el cetro, como atributo.
El traje, datado del siglo XX, es una representación de la vestimenta típica del siglo XVIII, confeccionado con algodón y seda, y al museo tiene el número de inventario 6/402.